# Brseč

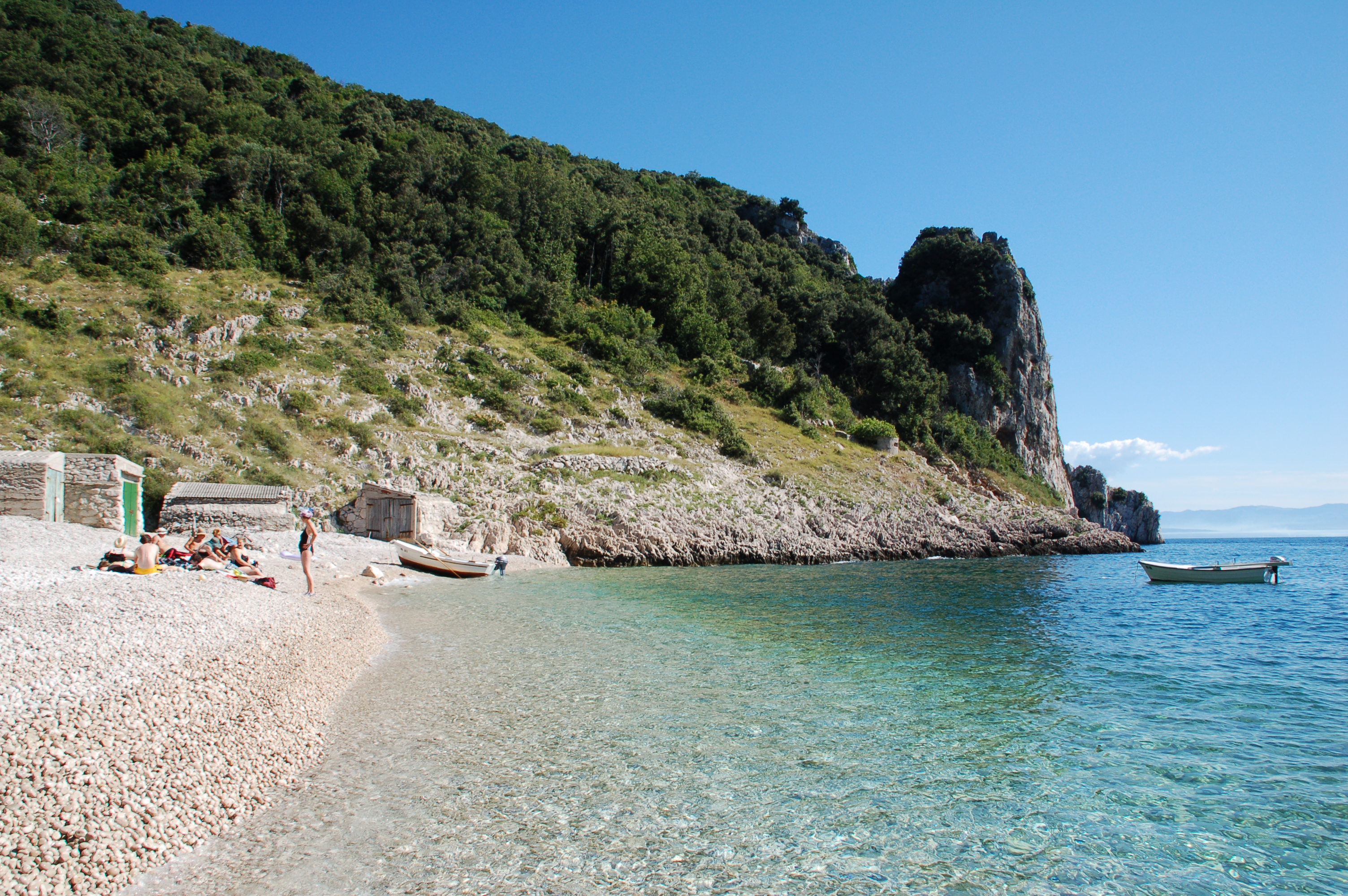
Pláž v Brseči

Brseč (italsky Bersezio) je vesnice a přímořské letovisko v Chorvatsku v Přímořsko-gorskokotarské župě, spadající pod opčinu Mošćenička Draga. Nachází se asi 23 km jihozápadně od Opatije. V roce 2011 zde žilo celkem 129 obyvatel.
Dopravu ve vesnici zajišťuje silnice D66. Sousedními vesnicemi jsou Martina, Mošćenička Draga a Zagore.